# Lutzomyia carrerai
Lutzomyia carrerai är en tvåvingeart. Lutzomyia carrerai ingår i släktet Lutzomyia och familjen fjärilsmyggor.
Arten är en vektor för vissa parasiter inom släktet  Leishmania som kan orsaka sjukdomen leishmaniasis..

## Underarter
Arten delas in i följande underarter:
- L. c. carrerai
- L. c. thula